# 橋本紡
橋本 紡（はしもと つむぐ、1967年9月22日 - ）は、日本の小説家。三重県伊勢市生まれ。血液型はAB型。

## 来歴
三重県立伊勢高等学校卒。上京して家を出るために東京の大学に入学したが、授業に関わることなく即座に中退。その後は友人の家に居候しながらフリーター生活をしていたが、暇つぶしに読書を続けるうちに作家を志し、1997年に第4回電撃ゲーム小説大賞にて『猫目狩り』で金賞を受賞後、同作品でデビューする。「最大のファンタジーとは日常である」と語る。大の猫好きで、作品中には猫が頻繁に登場する。
代表作でもある『半分の月がのぼる空』は、ドラマCD化された後、テレビアニメ化、実写ドラマ化もされた（テレビ東京）。その後再度ドラマCD化されている。2010年4月3日には実写映画が公開された。さらに2010年4月には、『完全版 半分の月がのぼる空』としてリメイク、アスキー・メディアワークス社より上下巻構成の単行本で刊行。
また、若者の活字離れが叫ばれている中、「本を読む、作ることの楽しさを伝えたい」といった本人の願いにより、日本全国各地の学校図書館の図書便りにボランティアとして『図書館が、ここに。』を連載している（学校側に原稿料などはかからない）。このプロジェクトには、全国各地の中学校・高等学校のうち、およそ200校が参加している。
さらに『流れ星が消えないうちに』は、2007年2月、ベネッセによる「高2進研プロシードテスト模試」に出題された。
『橋をめぐる』を発売した翌年（2009年）には、一部の私立中学及び高校入試へ出題が殺到、東京都立高校入試においては、同作品中の「永代橋」が出題された。
2008年よりコバルト・ノベル大賞、ロマン大賞の選考委員を、三浦しをん、古川日出男らと務める。
2009年、『もうすぐ』で第22回山本周五郎賞候補。
2013年4月17日、小説家の引退宣言をした。

## 作品一覧

### ライトノベル・レーベル
- 猫目狩り（1998年2月 電撃文庫【上・下】）
- バトルシップガール（2000年1月 - 2002年2月 電撃文庫【全6巻・SP】）
- リバーズ・エンド（2001年12月 - 2004年6月 電撃文庫【全6巻】）
- 毛布おばけと金曜日の階段（2002年12月 電撃文庫）
- 半分の月がのぼる空（2003年10月 - 2006年8月 電撃文庫【全8巻】）
  - 半分の月がのぼる空 one day（2006年1月 電撃ビジュアルノベル）
  - 半月-HANGETSU-（2006年12月 メディアワークス） - 小説挿絵担当山本ケイジの「半分の月がのぼる空」の画集。書き下ろし短編小説「花冠」を収録。
- 君と僕の歌 world's end（2004年3月 電撃ビジュアルノベル）

### 一般小説
- 猫泥棒と木曜日のキッチン（2005年8月 メディアワークス / 2008年12月 新潮文庫）
- 流れ星が消えないうちに（2006年2月 新潮社 / 2008年7月 新潮文庫）
- ひかりをすくう（2006年7月 光文社 / 2009年6月 光文社文庫）
- 空色ヒッチハイカー（2006年12月 新潮社 / 2009年8月 新潮文庫）
- 月光スイッチ（2007年3月 角川書店 / 2010年1月 角川文庫）
- 彩乃ちゃんのお告げ（2007年11月 講談社 / 2011年3月 講談社文庫）
- 九つの、物語（2008年3月 集英社 / 2011年2月 集英社文庫）
  - 収録作品：縷紅新草 / 待つ / 蒲団 / あぢさゐ / ノラや / 山椒魚 改変前 / 山椒魚 改変後 / わかれ道 / コネティカットのひょこひょこおじさん
- いつかのきみへ、いつかのぼくへ 橋をめぐる（2008年11月 文藝春秋）
  - 【改題】いつかのきみへ（2011年7月 文春文庫）
    - 収録作品：清洲橋 / 亥之堀橋 / 大富橋 / 八幡橋 / まつぼっくり橋 / 永代橋
- もうすぐ（2009年3月 新潮社 / 2011年10月 新潮文庫）
- 完全版 半分の月がのぼる空（2010年4月 - 5月 メディアワークス【上・下】）
  - 【改題】半分の月がのぼる空（2013年7月 - 9月 文春文庫【全4巻】）
- 葉桜（2011年8月 集英社 / 2014年4月 集英社文庫）
- イルミネーション・キス（2012年1月 双葉社 / 2015年12月 双葉文庫）
- 今日のごちそう（2012年3月 講談社）
  - 収録作品：伊達巻 / 煮豆 / 漬け物 / ポトフ / オレキエッテ / クロックマダム / お好み焼き / 素麵 / 味噌漬け / ラタトゥイユ / ホットコーヒー / 伊勢風雑煮 / 団子 / ココナッツミルクのカレー / シャンパン / ローストチキン / 豆 / ごまかしのカルボナーラ / アンコウ鍋 / 花見弁当 / のり弁 / うどん / トマト味の煮込み
- ハチミツ（2012年6月 新潮社）
- ふれられるよ今は、君のことを（2012年11月 文藝春秋）

### 単行本未収録・未刊行作品
※一覧は2012年5月現在
連載中
- 図書館が、ここに。

完結
- 図書館近くの鯛焼き屋（『ダ･ヴィンチ』2008年2月号 - 2008年5月号）

休載中
- サイドチェンジ（『野性時代』2008年12月 - 2009年5月号）
- 明日、雨があがったら（『小説トリッパー』2009年夏季号 - 秋季号）

読切
- 闇をなでる（『小説現代』2006年7月号）
- アンダーラップ（『野性時代』2006年12月号）
- しのび雨（『小説新潮』2008年2月号）
- あの浜で、わたしたちは（『小説現代』2008年4月号）
- エッジ（『別冊コバルト』2008年6月号）
- この本に、あの人に。（『ダ･ヴィンチ』2009年4月号）
- 落影（『小説現代』2009年9月号）
- 蕎麦前（『小説新潮』2010年1月号）
- 蝶（『小説新潮』2010年10月号）
- ばらちらし（『小説すばる』2010年10月号）

### アンソロジー
「」が橋本紡の作品
- オトナの片思い（2007年8月 角川春樹事務所 / 2009年5月 ハルキ文庫）「鋳物の鍋」
- 本当のうそ（2007年12月 講談社）「雨、やみて」
- きみが見つける物語 放課後編（2008年6月 角川文庫）「地獄の詰まった箱」
- スタートライン 始まりをめぐる19の物語（2010年4月 幻冬舎文庫）「風が持っていった」
- 19 -ナインティーン-（2010年12月 メディアワークス文庫）「十九になるわたしたちへ」
- 最後の恋 MEN'S つまり、自分史上最高の恋。（2012年6月 新潮文庫）「桜に小禽」
- いつか、君へ Girls（2012年6月 集英社文庫）「薄荷」
- 短編少女（2017年4月 集英社文庫）「薄荷」

### 対談
- The Art of OTOHIKO TAKANO 高野音彦画集 river's end（2004年9月 メディアワークス） - 少量の対談文章と短編。

## 映像化作品

### テレビアニメ
- 半分の月がのぼる空（2006年1月12日 - 2月23日）

### テレビドラマ
- 半分の月がのぼる空（2006年10月2日 - 12月25日、テレビ東京）

### 映画
- 半分の月がのぼる空（2010年4月3日公開、監督：深川栄洋、主演：池松壮亮）
- 流れ星が消えないうちに（2015年11月21日公開、監督：柴山健次、主演：波瑠）